# Ansonia (Connecticut)
Ansonia es una ciudad ubicada en el condado de New Haven, en el estado estadounidense de Connecticut. En el censo del año 2010 tenía una población de 19,249 habitantes Tiene una población estimada, a mediados de 2019, de 18,654 habitantes.

## Geografía
Ashford se encuentra ubicada en las coordenadas 41°20′36″N 73°04′07″O / 41.34333, -73.06861.

## Demografía
Según la Oficina del Censo en 2000 los ingresos medios por hogar en la localidad eran de $43,026 y los ingresos medios por familia eran $53,718. Los hombres tenían unos ingresos medios de $30,747 frente a los $28,517 para las mujeres. La renta per cápita para la localidad era de $20,504. Alrededor del 7.6% de la población estaban por debajo del umbral de pobreza.